# Les Aynans
Les Aynans är en kommun i departementet Haute-Saône i regionen Bourgogne-Franche-Comté i östra Frankrike. Kommunen ligger i kantonen Lure-Sud som tillhör arrondissementet Lure. År 2022 hade Les Aynans 360 invånare.

## Befolkningsutveckling
Antalet invånare i kommunen Les Aynans
| Referens: INSEE |